# 大野宏明
大野 宏明（おおの ひろあき）は、日本の作曲家、編曲家、音楽プロデューサー。同志社大学経済学部出身。京都市右京区出身。叔父は作曲家の大野克夫。

## 略歴
楽曲提供アーティストは中島美嘉、AAA、柴咲コウ、鈴木雅之、ポケットビスケッツなど多数。特に提供楽曲である2ndシングル「CRESCENT MOON」が収録された中島美嘉のアルバム「TRUE」は、ミリオンセラーを記録。
近年は映画・ドラマ音楽やCMソングの制作を多数手掛けている。
主な映画音楽作品は日本アニメーション40周年記念作品「シンドバッド」「キセキ -あの日のソビト-」「こいびとのみつけかた」など。ドラマ音楽作品はAmazonプライムドラマ「しろときいろ〜ハワイと私のパンケーキ物語〜」日本テレビ 「街並み照らすヤツら」など多数。主なCM音楽作品はカプコンゲームソフト「バイオハザード RE:4」など。
サウンド・エンジニアとしての側面もあり、劇伴制作では作曲・編曲の他、Pro Toolsを使いこなした生楽器の録音、ミキシング、マスタリング、データ書き出しまでを個人で行うスタイルである。